# Gary Becker
Gary Stanley Becker (Pottsville, Pensilvania, 2 de diciembre de 1930 - Chicago, Illinois, 3 de mayo de 2014) fue un economista estadounidense y profesor de la Universidad de Chicago.
Estudió en la universidad de Princeton y posteriormente realizó sus estudios en la Universidad de Chicago, de donde se graduó en 1955 con su tesis “La economía de la discriminación racial”. Afirmó en múltiples ocasiones que fue ahí en donde encontró y desarrolló su interés por el estudio de las ciencias sociales, influenciado por Milton Friedman, quien realizaba estudios relacionados con problemas del mundo real, como mercados laborales, capital humano, entre otros. 
El interés que ambos tenían por estos temas los llevó a trabajar juntos en investigaciones en donde explicaban temas como los prejuicios de los ingresos, empleo y las minorías con ayuda de la teoría económica, siendo los supuestos de racionalidad y maximización de la utilidad, características importantes de cada uno de sus estudios.
Fue laureado con el Premio de Economía Conmemorativo de Alfred Nobel en 1992 por ampliar el dominio del análisis microeconómico a un mayor rango de comportamientos humanos fuera del mercado. Por otro lado recibió la Medalla Presidencial de la Libertad de Estados Unidos en 2007, la cual es otorgada a aquellos ciudadanos que hayan brindado contribuciones a la seguridad de Estados Unidos, paz mundial y cultura, entre otros intereses públicos y privados, por lo que se considera el más alto honor que la nación le puede conceder a un civil.

## Biografía
Becker comenzó sus estudios universitarios en la Universidad de Princeton y los terminó en la Universidad de Chicago, con profesores como Milton Friedman y Theodore Schultz.
Mientras Becker formaba parte del departamento de economía de Chicago, Jacob Mincer se unió al departamento y ambos comenzaron a hacer investigaciones sobre el capital humano. 
Sus principales investigaciones fueron acerca del papel de los grupos de presión en la toma de decisiones y la estructura familiar. En estas investigaciones había temas con relación a la sociología, como lo es la discriminación racial, el crimen y las drogas. Una de sus últimas propuestas era vender el derecho a inmigrar subastando cierta cantidad de visas o permisos de trabajo, es decir, que las personas migrantes paguen por tener acceso al mercado de trabajo. 
Entre sus principales obras destacan: Economía de la discriminación (1957), El capital humano (1964) y Tratado sobre la familia (1981).
Lo que concierne a su vida privada, Becker estuvo casado por primera vez con Doria Slote en 1954 hasta que ella falleció en 1970. Tuvo dos hijas de este matrimonio, Judy y Catherine Becker. En 1980 contrajo matrimonio con Guity Nashat, quien era una historiadora del medio oriente. Así Gary tuvo dos hijastros Cyrus y Michael Claffey.   
El 3 de mayo de 2014, a sus 83 años, Becker falleció en el Hospital Northwestern Memorial, tras haber tenido complicaciones por la cirugía. Sin embargo su recuerdo sigue vivo gracias a su familia.

## Premio en Ciencias Económicas en memoria de Alfred Nobel
En 1992 fue laureado con el Premio del Banco de Suecia en Ciencias Económicas en memoria de Alfred Nobel por su contribución en el nuevo campo de análisis microeconómico que tenía que ver con el comportamiento y relaciones humanas. Se le reconoció con este premio porque amplió el análisis microeconómico, yendo más allá de los límites del mercado acerca de las relaciones y comportamientos del humano. Gracias a estos estudios, estos temas tratados por Becker son parte de las guías de estudio de las disciplinas de sociología, demografía y criminología. Gary tuvo que hacer análisis teórico como estadístico, para manejar la información sobre casos de crimen, discriminación hacia grupos minoritarios,influencia de la economía en el ámbito familiar,  inversión en capital humano, efectos de la educación en los ingresos y asuntos de familia. 
En su discurso, al recibir el Premio, Becker hizo una descripción acerca de la complejidad de cómo es que nosotros tomamos decisiones: “Junto con otros, he tratado de llevar a los economistas más allá de supuestos estrechos sobre el interés propio. El comportamiento es impulsado por un conjunto mucho más rico de valores y preferencias”.  
La publicación por la cual se le otorgó el Premio, fue publicado en el Diario de Economía Política, donde se encuentran sus cuatro áreas de investigación (inversión en el capital humano, comportamiento de la familia incluyendo la distribución entre el trabajo y el tiempo con la familia, el crimen y el castigo y la discriminación de trabajo y bienes en el mercado).

## Discriminación
Becker habló sobre este tema en su escrito “La Economía de la Discriminación”, en la cual menciona que las minorías renuncian de manera voluntaria a ciertos niveles de ingreso y utilidad que le genera un puesto, con el fin de satisfacer los prejuicios construidos dentro de la empresa, haciendo que puedan trabajar en la empresa siempre y cuando acepten un salario más bajo de lo que generalmente se ofrece ya que su participación en la empresa significa un costo para el empleador, el cual llama coeficiente de discriminación, sin embargo, esto hará que la firma deba pagar salarios más altos para que el trabajo pudiera continuar, haciendo que los costos se eleven y que por consiguiente, exista una pérdida de eficiencia y se vea en desventaja en el mercado. Es por esto que Becker afirma que puede disminuir considerablemente gracias a la competencia, pues esto haría que los salarios disminuyan, permitiéndole contratar a más trabajadores y así, aumentar la productividad.
Es decir, la discriminación laboral, además de ser una cuestión de prejuicio, también implica un costo que la empresa tiene que pagar pues le impide competir con aquellas firmas que contratan a sus empleados de acuerdo a sus talentos, por lo que termina siendo perjudicial, económicamente hablando.

## Crimen y castigo
Desarrolló esta teoría siguiendo el supuesto de racionalidad y maximización de utilidad, pues consideraba que los criminales toman decisiones racionales, por lo que explicaba este fenómeno por medio de un sistema de precios, refutando las ideas convencionales del origen del crimen, las cuales establecen que se debían a enfermedades mentales y a la opresión social.
Menciona que los criminales ven la posibilidad de cometer un delito si el castigo impuesto y su severidad son relativamente bajos, como por ejemplo las multas establecidas por crimen, o bien, si la probabilidad de ser atrapado es baja. Sin embargo, aumentar la vigilancia representa un costo mayor que el aumentar las multas, por lo que propone que se hagan máximas las multas y se disminuya lo más posible la vigilancia, de esta manera, la sociedad no tendría que soportar grandes costos.
Fue así como concluyó que existe una cantidad óptima de crimen, y Becker no hablaba de eso como si le pareciera que fuera lo correcto, sino que el precio que tendría que pagar la sociedad sería demasiado alto y por lo tanto poco deseable, siendo esta afirmación la que lo diferenció de la teoría del crimen de Bentham, quien decía que el crimen se puede eliminar por completo.

## Capital humano
Gary Becker fue de los primeros en abordar el tema del capital humano, ya que había economistas que no consideraban importante el estudio de este rama porque era considerado como hábito o irracionalidad. Así, su investigación acerca del capital humano es considerada como su mayor aportación al análisis  microeconómico. A pesar de que ahora se consideran muy importantes las investigaciones del comportamiento humano, al principio fueron muy criticadas y consideradas como controvertidas. Sin embargo, a Becker no le molestó eso ya que él lo consideraba como verdadero y relevante para el estudio de la microeconomía. En una entrevista se le preguntó por qué creía que su trabajo era considerado controvertido, a lo que respondió: “Bueno, en parte porque las personas objetan las cosas nuevas que alguien dice. No les gusta escuchar algo nuevo. Por ello, por un largo período de tiempo, mi trabajo fue considerado controvertido. Recuerdo incluso que el comité del Premio Nobel mencionó que parte de mi trabajo era aún controvertido, específicamente lo relacionado con la familia. Sí, pues, es controvertido, pero a mí me gusta que así sea. Pienso que la controversia es el camino para mejorar el entendimiento”.

## Familias
Becker afirma que cada integrante de la familia optará por realizar aquellas actividades en las que son más productivos y eficientes, lo cual se origina por las diferencias biológicas que existen entre los hombres y las mujeres y a las inversiones por capital humano, lo que genera una desventaja para las mujeres en el mercado laboral con respecto a los hombres, por lo que Becker recomienda que la especialización de las mujeres se dé en actividades domésticas.
Cabe mencionar que las diferencias biológicas y el capital humano repercuten positivamente en los salario, generando  beneficios en el ingreso de la familia. 
Por otro lado, establece la existencia de cálculos económicos, en donde, cuando se encontraba en un estado de pobreza, los hijos eran vistos como bienes de inversión, los cuales pasarán a ser bienes de consumo pues son vistos como sustento.

### Economía doméstica como una fábrica
Aquí, Becker mencionaba que, en el hogar, los individuos diferenciaban sus necesidades básicas (como el alimento y las relaciones afectivas) de las demás y, por tanto, las herramientas que tomaba en cuenta para satisfacer cada una de ellas. Así pues, veía al hogar como una fábrica, en donde se combinan bienes de capital, materias primas y trabajo para limpiar, alimentar, procrear y producir de manera distinta mercancías útiles. Dice que el consumidor neoclásico se vuelve parte de la producción y del consumo doméstico. Becker afirmó que el análisis contemporáneo requiere  de la variable tiempo para la producción y consumo de bienes. Siendo este un costo de oportunidad que tenía que ser calculado a la par de los precios de mercado de un bien o actividad cuando se toman decisiones económicas.  
Por otro lado, Becker decía que el valor de la producción de la economía doméstica (producir, criar niños, hacer trabajo doméstico y actividades de mantenimiento, etc) puede considerarse también como costo de oportunidad. Así a medida que la renta familiar aumentan, los bienes y actividades intensivas tienden a ser sustituir a las intensivas en tiempo.
En resumen, Gary Becker suponía que las economías domésticas no solo combinan bienes y tiempo como materias primas para la producción de bienes finales, sino que también las proporciones en las que estas se combinan van cambiando a lo largo del tiempo, dado que las tasas salariales y las rentas cambian.   
En otras palabras, Gary decía: “Nosotros debemos tratar de entender las diferentes relaciones dentro de la familia. Dentro de ella hay relaciones entre maridos y esposas, padres, hijos y abuelos que se aparecen a aquellas que existen en una fábrica. Ellos interactúan de muchas maneras, resuelven muchos problemas económicos, la crianza de los niños es un problema económico, por ejemplo. Por otro lado, los padres cuidan a sus hijos; luego, con el tiempo, los niños los cuidarán a ellos cuando estén viejos o enfermos. Todas éstas son partes importantes en nuestro mundo social. Así, la familia representa un rol social y económico muy importante”.

## Ecología
Según Gary Becker, “el derecho laboral y la protección del medio ambiente se han tornado excesivos en la mayoría de los países desarrollados”, pero “el libre comercio reprimirá algunos de estos excesos obligando a todos a seguir siendo competitivos frente a las importaciones procedentes de los países en desarrollo”.

## Obras
- The economics of discrimination. University of Chicago Press. 1971. ISBN 9780226041162.
- Human capital. University of Chicago Press. 1993. ISBN 9780226041209.
- A treatise on the family. Harvard University Press. 1991. ISBN 9780674906983.

### Ediciones en español
- Tratado sobre la familia. Alianza Editorial. 1987. ISBN 978-84-206-2491-4.

- El capital humano. Alianza Editorial. 1983. ISBN 978-84-206-8063-7.